# Gaius Laelius (Konsul 190 v. Chr.)
Gaius Laelius war ein Politiker der römischen Republik und Freund des älteren Scipio Africanus.
Er nahm an den Feldzügen Scipios in Spanien teil, wo er zuerst 209 v. Chr. bezeugt ist, als er die Botschaft von der Einnahme Carthago Novas nach Rom brachte. In den folgenden Jahren war er mit Kommandos zu Lande und zur See sowie mit diplomatischen Missionen betraut, auch in Nordafrika, wohin Scipio nach seinem Konsulat 205 v. Chr. übersetzte. Laelius landete in der Region von Hippo Regius und macht dort reiche Beute. 203 v. Chr. kämpfte er gegen Syphax, den König der Massäsylier, der, nachdem er seine Allianz mit Scipio gebrochen hatte, zu den Karthagern übergelaufen war, besiegte ihn und brachte ihn nach Rom. In der Schlacht von Zama befehligte Laelius die italische Reiterei auf dem linken Flügel; am Sieg der Römer hatte er beträchtlichen Anteil und brachte die Siegesbotschaft nach Rom.
Mit Unterstützung seines Freundes Scipio bekleidete er als erster seiner Familie (homo novus) die Ämter des Cursus honorum. Er war 202 v. Chr. Quaestor und wurde 197 v. Chr. zum plebejischen Ädil gewählt. 196 v. Chr. war er als Prätor in Sizilien eingesetzt. Als Konsul 190 (zusammen mit Lucius Cornelius Scipio, dem Bruder seines Freundes) beschäftigte er sich mit der Organisation des erst kürzlich eroberten keltischen Gebietes in Oberitalien (Gallia cisalpina): Placentia und Cremona wurden wiederbesiedelt und eine neue Kolonie in Bononia gegründet.
174 und 170 v. Chr. war er noch als Gesandter (zu Perseus von Makedonien bzw. den Kelten in den Ostalpen) tätig und versorgte um 160 v. Chr. den Historiker Polybios mit Informationen.
Sein gleichnamiger Sohn war mit dem jüngeren Scipio befreundet.